# Красноселка
Красносе́лка (рос. Красносёлка) — село у складі Яшкинського округу Кемеровської області, Росія.

## Населення
Населення — 796 осіб (2010; 933 у 2002).
Національний склад (станом на 2002 рік):
- росіяни — 91 %